# Jason Weaver
Jason Michael Weaver, även känd under sitt artistnamn J-Weav, född 18 juli 1979 i Chicago, Illinois, är en amerikansk skådespelare och sångare som är mest känd för rollerna som Marcus Henderson (T.J.s storebror) i TV-serien Smart Guy, Jerome Turrell i komediserien Thea och Michael Jackson (under hans tidiga tonår) i miniserien The Jacksons: An American Dream. Han har även gjort sångrösten till den unga Simba i Disneyfilmen Lejonkungen från 1994, medverkat på Chingys låt "One Call Away" (2004) som hamnade på plats nummer 2 på Billboard Hot 100 samt spelat rollen som Teddy i filmen ATL från 2006.